# John Appleton (Rennfahrer)
John Ronald Walter Appleton (* 23. April 1910 in Forest Hill; † 6. Oktober 1994) war ein britischer Autorennfahrer.  

## Karriere als Rennfahrer
John Appleton war in seiner Karriere einmal beim 24-Stunden-Rennen von Le Mans am Start. Gemeinsam mit Thomas Fothringham-Parker fuhr er 1934 einen Werks-Aston Martin 1½ Le Mans, der nach einem Defekt am Starter ausfiel. 

## Statistik

### Le-Mans-Ergebnisse
| Jahr | Team              | Fahrzeug                | Teamkollege               | Platzierung | Ausfallgrund |
| ---- | ----------------- | ----------------------- | ------------------------- | ----------- | ------------ |
| 1934 | Aston Martin Ltd. | Aston Martin 1½ Le Mans | Thomas Fothringham-Parker | Ausfall     | Starter      |